# Eparchie penzenská
Eparchie penzenská je eparchie ruské pravoslavné církve nacházející se v Rusku.

## Území a titul biskupa
Zahrnuje správní hranice území Bessonovského, Gorodiščenského, Kamenského, Mokšanského, Nižnělomovského, Penzenského a Šemyšejského rajónu Penzenské oblasti.
Eparchiálnímu biskupovi náleží titul biskup penzenský a nižnělomovský.

## Historie
Roku 1745 se území moderní penzenské eparchie stalo součástí astrachaňské eparchie a to až do roku 1758.
Dne 27. října 1799 byla zřízena samostatná saratovská a penzenská eparchie. V Saratově se nenacházel biskupský dům a proto se sídlem eparchie stalo město Penza. Prvním eparchiálním biskupem se stal biskup mozdokský a vikář astrachaňské eparchie Gaij (Takaov). Od 4. prosince 1803 se eparchie stala známou jako eparchie penzenská a saratovská a od 12. listopadu 1828 jako eparchie penzenská a saranská. Toto jméno si udržela až do roku 1991 kdy byla oddělena eparchie saranská.
Dne 14. února 1938 byl zastřelen biskup Iraklij (Popov) a do roku 1944 nebyla eparchie obsazena.
Roku 1962 během Chruščovovi protináboženské kampaně rozhodl komisař Rady pro záležitosti Ruské pravoslavné církve v oblasti Penta o zrušení eparchiální správy z důvodu malého počtu chrámů v Penzenské oblasti a oblasti Mordvinské autonomní sovětské socialistické republiky.
Dne 26. července 2012 byla rozhodnutím Svatého synodu zřízena nová eparchie kuzněcká a eparchie serdobská. Obě se stali součástí nově vzniklé penzenské metropole.

## Seznam biskupů
- 1799–1808 Gaij (Takaov)
- 1808–1811 Moisej Blizněcov-Platonov)
- 1811–1819 Afanasij (Korčanov)
- 1819–1819 Innokentij (Smirnov), svatořečený
- 1819–1825 Amvrosij (Ornatskij)
- 1826–1830 Irinej (Něstorovič)
- 1830–1835 Ioann (Dobrozrakov)
- 1835–1854 Amvrosij (Morjev)
- 1854–1862 Varlaam (Uspenskij)
- 1862–1868 Antonij (Smolin)
- 1868–1881 Grigorij (Mediolanskij)
- 1881–1889 Antonij (Nikolajevskij)
- 1889–1890 Vasilij (Levitov)
- 1890–1893 Mitrofan (Něvskij)
- 1893–1902 Pavel (Vilčinskij)
- 1902–1907 Tichon (Nikanorov), svatořečený mučedník
- 1907–1915 Mitrofan (Simaškevič)
- 1915–1917 Vladimir (Puťata)
- 1918–1918 Feodor (Lebeděv), dočasný administrátor
- 1918–1918 Grigorij (Sokolov), dočasný administrátor
- 1918–1921 Ioann (Pommer), svatořečený mučedník
- 1921–1922 Boris (Lentovskij)
- 1922–1922 Leontij (Ustinov), dočasný administrátor
- 1923–1923 Petr (Sokolov), dočasný administrátor
- 1923–1927 Filipp (Perov)
- 1928–1933 Kirill (Sokolov)
- 1933–1934 Alexij (Kuzněcov)
- 1934–1935 Irinej (Šulmin)
- 1935–1935 Avraamij (Čurilin)
- 1935–1937 Feodor (Smirnov), svatořečený mučedník
- 1937–1938 Iraklij (Popov)
  - 1938–1944 eparchie neobsazena
- 1944–1944 Kirill (Pospelov)
- 1944–1947 Michail (Postnikov)
- 1947–1953 Kirill (Pospelov), podruhé
- 1953–1954 Ieronim (Zacharov), dočasný administrátor
- 1954–1960 Leonid (Lobačjov)
- 1960–1968 Feodosij (Pogorskij)
- 1968–1969 Polikarp (Prijmak)
- 1969–1970 Ilarion (Prochorov)
- 1970–1978 Melchisedek (Lebeděv)
- 1978–2000 Serafim (Tichonov)
- 2000–2000 Varsonofij (Sudakov), dočasný administrátor
- 2000–2010 Filaret (Karagodin)
- 2010–2013 Veniamin (Zaryckyj)
- od 2013 Serafim (Domnin)